# アラミス

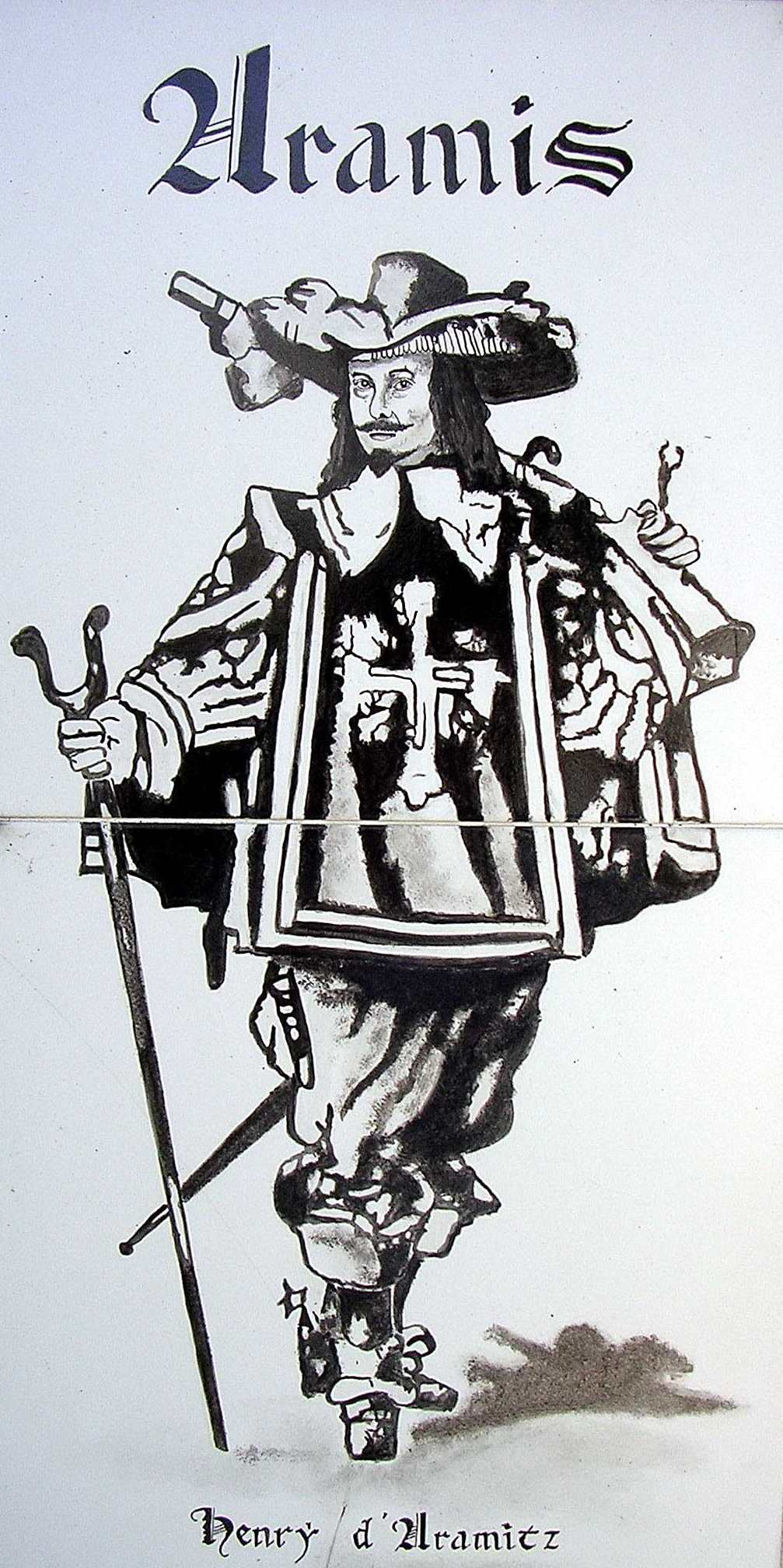
アラミスのポートレート

アラミス（仏: Aramis）は、アレクサンドル・デュマ・ペールの小説『三銃士』を始めとする『ダルタニャン物語』に登場する架空の人物。「アラミス」というのは世を忍ぶ仮の名前であり、作中では本人自身によって本名が明かされることはなかったが、作中で2度だけ「ルネ（René）」という名前で呼ばれる場面がある。また、デルブレー卿（le chevalier d'Herblay）などとも呼ばれる。

## 概要

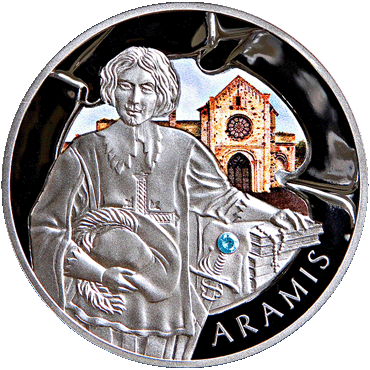
Aramis

アトス、ポルトスとともにパリの三銃士の1人。正確な年齢は不明だが、三銃士の最年少であり、ダルタニャンより3歳ほど年上。『ダルタニャン物語』はダルタニャンの戦死をもって終了するが、その時点でアラミスが死去したという記述はないので、4人の銃士の中では最後に死去したということになる。
軍人でありながら、聖職者として生きることに憧れている。比較的に家族構成などが判明し、身元が明らかなアトスらに対し、アラミスは家族関係の情報はあまり描かれていない。本人が語る話によれば、9才で神学校に入学、神学生だったが、貴婦人をめぐる決闘で将校を殺めたことから僧籍に戻りにくくなり、銃士になった。『三銃士』では失恋すると僧籍に入ろうとする場面がある。一方で、性格はかなり好戦的であり、何度も決闘騒ぎを起こしている。
外見は、あどけない顔つき、穏やかな黒い目、ばら色の頬、唇の上には美しい口ひげがある。手はアーモンドや香油で手入れしているので美しい。
銃士時代の住居はヴォージラル通り。従僕はバザンで、アラミスが聖職者に戻る日を待ち侘びている。「アラミスという名前を逆に読むとSimaraになり、悪魔の名前で縁起が悪い」とダルタニャンに語っている。
女性関係は華やか。序盤で、ダルタニャンと決闘騒ぎを起こしたのも恋の秘密を守るためである。『三銃士』時代はシュヴルーズ公爵夫人と恋仲であり、『二十年後』フロンドの乱の頃には、ロングヴィル夫人を恋人にしていた。
銃士のなかでも、剣や銃の扱いなどにすぐれており、カルム・デショーでダルタニャンを加えた4人とリシュリューの親衛隊5人が決闘した際には、アラミスは1人で2人を相手にし、そつなく勝利を収め、フロンドの乱のシャラントンの戦いではシャティヨン公を銃で打ち破る活躍をした。姿が美しく上品で才識にあふれ明敏な頭脳を持っているため、教養豊かな有力者に気に入られる傾向にある。後年の『ブラジュロンヌ子爵』の時点（1660年頃）では、アトスやポルトスやダルタニャンは相変わらず優れた武芸の腕を披露しているのに対し、痛風で結石のアラミスは頭脳明晰を得意としていた。しかし外見はなお若々しくすらりとして、力強い脚と血色のよい顔と白い歯をしている。
政治的には、若い頃は王室に仕えていた。しかし強い野心とフロンドの乱の大立者ロングヴィル夫人の恋人であった事から中年期の『二十年後』ではフロンド派に入り、王太后とマザラン枢機卿に仕える国王派のダルタニャンと対立する立場となる。そして老年期の『ブラジュロンヌ子爵』では、ヴァンヌの司教、イエズス会の新管区長となり、財務大臣ニコラ・フーケの懐刀として、フーケ失脚を企てるルイ14世やコルベールと敵対する。
1661年、ルイ14世の出生の秘密を握っていた事からローマ法王になる野心を抱き、ポルトスを味方に引き入れて、国王の身柄をすり替える王位簒奪を画策するが、失敗。スペインに亡命する。しかし、1668年にはアラメダ公爵と名を変え、スペインの使者としてフランスに来訪。ダルタニャンと再会を果たし、かつて煮え湯を飲ませたルイ14世からも手厚い歓待を受けている。

## モデル
アラミスには実在のモデルとして、アンリ・ダラミツ（Henri d'Aramitz）という人物がいる。銃士隊長・トレヴィルの甥であったので、コネをたどって銃士隊に入る。ただ、軍人として特に目立つ功績は立てていない。

## 備考
1987年に放送された日本のテレビアニメ『アニメ三銃士』は『三銃士』の翻案作品であるが、彼について大幅な変更が加えられており、男装の麗人であるという設定にされた。さらにはアラミスを主人公にした外伝までが制作されている。
1964年にデパートで販売された最初の高級男性用フレグランスに彼の名からとった「Aramis」がある。 
また、メンズカジュアルウェアを扱う「株式会社アラミス」などは、デュマの小説に登場するアラミスからとられている。